# Maria Plahn
Maria Elisabeth Plahn, född 1977 i Stureby i Stockholm, är en svensk skådespelare. Hon tilldelades 2003 Bosse Parneviks stipendium.

## TV (i urval)
- 2021 – Snabba Cash (Netflix)
- 2021 - DEG
- 2021 - Bonusfamiljen
- 2019 – Stopp (SVT barn)
- 2018 – Återvinningscentralen
- 2018 – Katsching – lite pengar har ingen dött av (TV-serie)
- 2012 – Högklackat
- 2011 – Jobbtjuven
- 2007 - Främmande

## Filmografi
- 2018 – Idaten - Japanen som försvann

## Teater (i Urval)
- 2010 – Aladdin och den underbara lampan, Hamburger Börs
- 2012 – Askungen Sing-A-Long Maximteatern Roll: Den Goda Fen